# 庞德里涅
庞德里涅（法語：Pandrignes，法語發音：[pɑ̃dʁiɲ]）是法国科雷兹省的一个市镇，位于该省中南部，属于蒂勒区。

## 地理
庞德里涅（45°13'42"N, 1°51'16"E）面积8.45 平方千米，位于法国新阿基坦大区科雷兹省，该省份为法国中南部省份，北起上维埃纳省和克勒兹省，西接多爾多涅省，南至洛特省，东临多姆山省和康塔爾省。
与庞德里涅接壤的市镇（或旧市镇、城区）包括：埃斯帕尼亚克、龙代勒河畔拉迪尼亚克、圣保罗、拉加尔德-马克拉图尔。

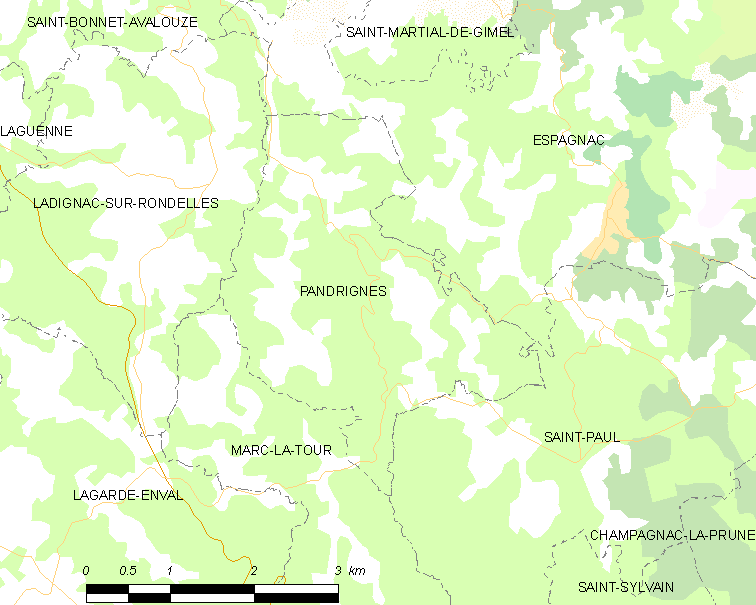
庞德里涅的OSM定位图

庞德里涅的时区为UTC+01:00、UTC+02:00（夏令时）。

## 行政
庞德里涅的邮政编码为19150，INSEE市镇编码为19158。

## 政治
庞德里涅所属的省级选区为圣福蒂纳德县。

## 人口

1962-2008年间庞德里涅人口变化图示

庞德里涅于2022年1月1日时的人口数量为167人。